# 云南师范大学学报
《云南师范大学学报》创刊于1978年，是中华人民共和国综合类双月刊，编辑部位于云南省昆明市，由云南师范大学主办。

## 沿革
《云南师范大学学报》的历史最早可追溯至民国时期的国立昆明师范学院，1947年拟定《国立昆明师范学院学报简章草案》，并向学界发出约稿启事，但因历史动荡、经费不足、稿件不足等原因，未能出刊。中华人民共和国成立后，昆明师范学院相继主办《红色教师》、《教育革命》等刊物。1978年6月，昆明师范学院成立学报编辑部，出版社会科学版与自然科学版的《昆明师范学院学报》，前者在中国大陆公开发行，后者为内部刊物。昆明师范学院更名云南师范大学后，学报随之更名。1984年，社会科学版开始向境外发行；1985年，自然科学版在中国大陆公开发行。1999年云南教育学院并入云南师范大学，《云南教育学院学报》更名《云南师范大学学报（教育科学版）》，2003年改为《云南师范大学学报（对外汉语教学与研究版）》。
《云南师范大学学报（哲学社会科学版）》在2018年被中华人民共和国国家新闻出版广电总局新闻报刊司评为2017年全国“百强报刊”。